# Município de Bosilovo
Bosilovo (em macedônio/macedónio:  Општина Босилово, Opština Bosilovo) é um município localizado na Macedônia do Norte, sendo também o nome homônimo para a cidade onde a sede municipal está situada. De acordo com o último censo nacional macedônio realizado em 2002, o município tinha 14 260 habitantes.